# Mitschke-Collande

Wappen derer von Mitschke-Collande

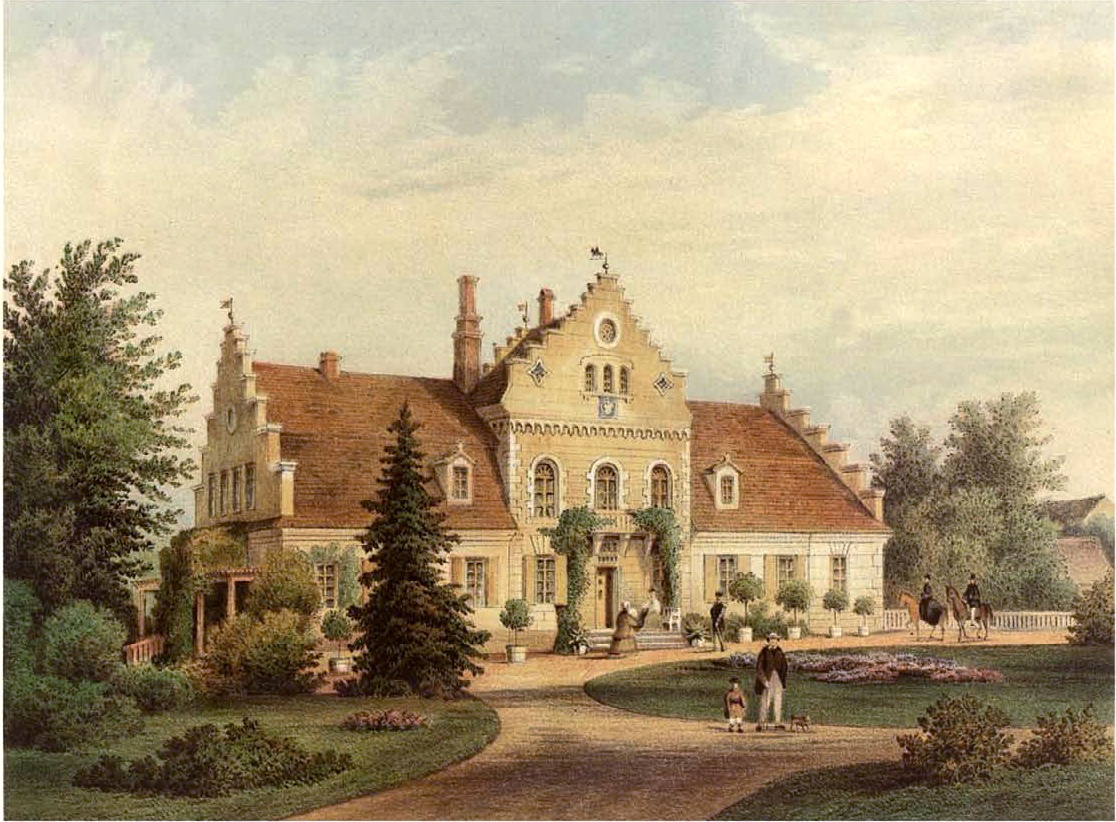
Schloss Kollande im Landkreis Militsch (Niederschlesien)

Mitschke-Collande ist der Name eines schlesischen Adelsgeschlechts, dessen Stammreihe mit Thomas Micza beginnt, um 1705 Burgvogt zu Zülz in Oberschlesien.

## Adelsstand
Die Erhebung in den preußischen Adelsstand als von Mitschke-Collande erfolgte am 4. Februar 1846 in Berlin mit Diplom vom 10. Dezember 1855 (Charlottenburg) für Thomas Miczas Urenkel, den königlich preußischen Justizrat Johann Leopold Anton Mitschke (1779–1856), Gutsbesitzer auf Kollande, Bartnig und Wildbahn, alle Landkreis Militsch in Niederschlesien.

## Kollande
Die Herrschaft Kollande mit den Rittergütern Kollande, Bartnig und Wildbahn sowie der Kolonie Heidau war 1835 von Johann Leopold Anton Mitschke (1779–1856) erworben worden und blieb bis zum Ende des Zweiten Weltkriegs (1945) genau 110 Jahre im Besitz der Familie. Der letzte Herr auf Collande war Hans-Heinrich von Mitschke-Collande (1908–1992). Er lebte nach der Rückkehr aus der Kriegsgefangenschaft mit seiner Frau Maria-Louise von Mitschke-Collande, geborene von Wallhofen (1912–1989) und seinen zwei Söhnen in Eutin, Ostholstein, von denen einer auf Kollande und einer in Eutin geboren wurde. 

## Wappen
Das gespaltene Wappen von 1855 zeigt rechts in Gold einen halben schwarzen Adler am Spalt, links in Rot drei silberne Fische linkshin übereinander. Auf dem Helm mit rechts schwarz-goldenen und links rot-silbernen Decken ein offener Flug, rechts Schwarz mit einem goldenen Balken und links Rot mit einem silbernen Balken belegt.

## Stammliste
- Johann Leopold Anton von Mitschke-Collande (1779–1856) ⚭ Henriette Schede (1788–1868)
  - August von Mitschke-Collande (1810–1877), preußischer Landrat im Kreis Schildberg und im Kreis Löbau (Westpreußen) ⚭ Auguste von Donat (1817–1902)
    - Eugen von Mitschke-Collande (1844–1903), königlich preußischer Rittmeister ⚭ 1876 Maria von Aulock (1857–1933)
      - Heinrich von Mitschke-Collande (1877–1923), königlich preußischer Major ⚭ 1907 Editha von Woikowsky-Biedau (1886–1944)
        - Christoph von Mitschke-Collande (1912–1989), Kaufmann und Filmproduzent ⚭ Eva Freiin von Schnurbein (1911–1976)
          - Hans-Christoph von Mitschke-Collande (* 1940) ⚭ Verena von Mitschke-Collande geb. Otto (* 2. Februar 1949), Tochter von Siegfried Otto, Eigentümerin der Giesecke & Devrient GmbH
            - Sylvius von Mitschke-Collande (* 1982) ⚭ Sophie Freiin von Weizsäcker (* 1984), Tochter von Robert von Weizsäcker

          - Thomas von Mitschke-Collande (* 1950), Director em. McKinsey&Company, Mitglied des Zentralkomitees der deutschen Katholiken (ZdK) ⚭ 1976 Maria Assunta Gräfin von Thun und Hohenstein (* 1951)

      - Constantin von Mitschke-Collande (1884–1956), deutscher Kunstmaler, Porträtmaler, Figurenmaler, Holzschneider und Lithograf ⚭ 1913–1940 Hilde Wiecke (1892–1984)
        - Volker von Collande (1913–1990), deutscher Schauspieler, Drehbuchautor und Regisseur ⚭ 1950 Irene Nathusius (* 1928)
          - Nora von Collande (* 1958), deutsche Theater- und Fernsehschauspielerin und Autorin ⚭ 1983–2003 Rick Parsé (* 1935), Schauspieler; liiert mit Herbert Herrmann (* 1941), Schauspieler

        - Gisela von Collande (1915–1960), deutsche Theater- und Filmschauspielerin ⚭ 1935 Josef Dahmen (1903–1985), Schauspieler